# بیات (مرزیفون)
بیات (به ترکی استانبولی: Bayat) یک منطقهٔ مسکونی در ترکیه است که در مرزیفون واقع شده‌است.